# Thomas Gower
Thomas Gower, 2e baronnet (c. 1605 - 1672) est un aristocrate et homme politique anglais. Il sert deux fois en tant que Shérif de Yorkshire et soutient la cause Royaliste pendant la Guerre Civile anglaise.

## Biographie
Il est anobli à Whitehall, le 24 juin 1630, et succède à son père, Thomas Gower, 1er baronnet, dans son domaine, et au titre de baronnet. Il est fidèle à CharlesIer, et est deux fois Shérif du Yorkshire (1641 et 1662). Il lève un régiment de dragons, à ses propres frais, dont son jeune frère, Doyley est le colonel,. Après la Restauration il siège au Parlement comme député de Malton de 1661 jusqu'à sa mort en 1672.
Gower se marie deux fois, tout d'abord, à Elizabeth Howard, fille de William Howard, sœur de Charles Howard (1er comte de Carlisle), et à Frances Leveson, la fille de John Leveson et de Frances sa femme, fille et héritière de Thomas Sondes, de Throwley dans le Kent. Avec cette dernière, Thomas Gower a deux fils, Edward et William Leveson-Gower (4e baronnet), ancêtre de George Leveson-Gower (1er duc de Sutherland); aussi une fille, Frances.